# Arturo Valencia Zea
Arturo Valencia Zea (Bojacá, Cundinamarca, 14 de noviembre de 1914-Bogotá, 16 de julio de 1993) fue un jurista y catedrático del derecho civil colombiano del siglo XX. A través de sus obras y la enseñanza universitaria modificó los paradigmas tradicionales del derecho civil, logrando constituir un tratado completo sobre la materia; dos monografías sobre la posesión en el derecho y la propiedad privada; así como también un Proyecto de Código de Derecho Privado, a través del cual pretendió unificar los Códigos Civil y de Comercio. 

## Biografía

### Primeros años y formación
Hijo de un padre arriero cundinamarqués, se consideró a sí mismo el auténtico campesino. Nació y creció en la zona rural de Bojacá junto a sus padres; esto hasta que cumplió 7 años, fecha en la que se mudó al casco urbano del municipio. Allí asistió a la escuela y se estimó que tenía vocación para el estudio. Posteriormente estudió en Bogotá, graduándose como bachiller del colegio León XIII en 1934. 

### Vida universitaria
Se presentó a la carrera de Derecho de la Universidad Nacional de Colombia en el año 1935. Como estudiante talentoso, ostentó siempre las más altas calificaciones, hecho este corroborado por sus tesis de grado, titulada Métodos de interpretación de la ley, dirigida por Gerardo Molina. Alternó sus estudios de derecho con la enseñanza en el colegio Ricaurte, donde enseñó aspectos básicos de la matemática; ello como resultado de su afinidad con la materia y como una ayuda para su manutención. Obtuvo el grado como Doctor en Derecho el 27 de noviembre de 1941.

### Profesión

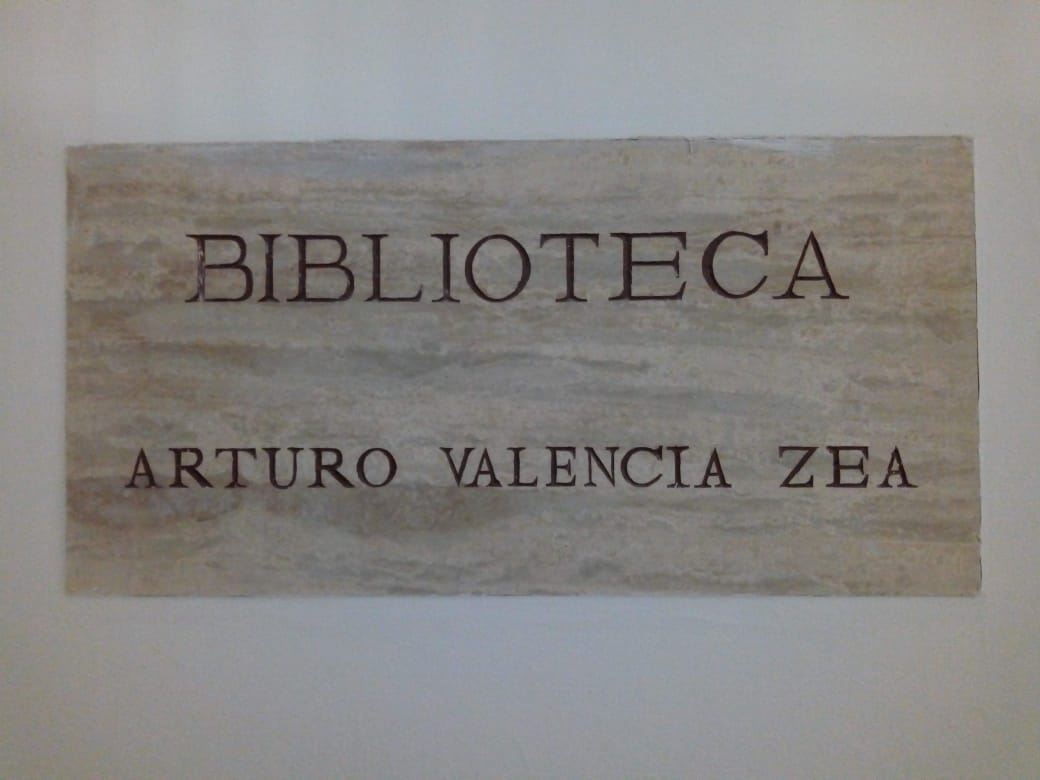
Placa consignada en uno de los muros de la Biblioteca de la Facultad de Derecho, Ciencias Políticas y Sociales de la Universidad Nacional de Colombia

Entre los años 1941 y 1946 trabajó como litigante en la ciudad de Bogotá, junto con el doctor Enrique J. González, desempeñándose principalmente en el área del derecho social (Hoy derecho del trabajo o laboral).Fue Gustavo Samper Bernal -quien ostentaba un alto cargo en la alcaldía de Bogotá-, quien para el año 1946 y hasta 1948, nombró al Maestro Valencia Zea como inspector de Policía, actividad que desarrolló de manera simultánea a la escritura de su obra de Derecho Civil.
En el año 1944 comenzó a dictar clases de manera formal en la Facultad de Derecho de la Universidad Nacional de Colombia, a la que solía llamar, como un gesto de gratitud y remembranza del Claustro Santa Clara -donde antes funcionaba la Universidad-, la Facultad Nacional de Derecho. Ejerció de manera preponderante la docencia en esta universidad, aunque fue también docente en las universidades Externado de Colombia, Santo Tomás, del Cauca (1959), y la Nacional de Panamá, de donde fue profesor honorario.
Para el periodo comprendido entre 1958 y 1959, fue nombrado Magistrado de la Sala de Casación Civil de la Corte Suprema de Justicia.
Ejerció la decanatura de la Facultad de Derecho, Ciencias Políticas y Sociales, de la Universidad Nacional de Colombia, en dos periodos; el primero en el año 1963 y el segundo en el año 1982. Dicha facultad, en honor y conmemoración de uno de los grandes protagonistas de su historia, nombró Arturo Valencia Zea a su biblioteca.
Pese a su gran talento, evitó siempre los más altos cargos públicos y políticos; su vocación para la enseñanza y el estudio del Derecho lo llevaron por una senda distinta a la que era usual para el abogado de la época.

## Obra
El espíritu, el talento, y la vocación del Maestro Valencia Zea por el Derecho, le llevaron a escribir una serie de obras sin las cuales, para muchas generaciones, el estudio del derecho civil habría sido un proceso lento y de gran dificultad.

Escribió su tratado de Derecho Civil, compuesto por seis volúmenes y publicados por la Editorial Temis, y cuya primera edición de tales volúmenes se dio entre los años 1945 y 1949:  
- Tomo I: Parte general y Personas
- Tomo II: Derechos Reales
- Tomo III: Obligaciones
- Tomo IV: Contratos
- Tomo V: Derechos de familia
- Tomo VI: Sucesiones

Complementó su Tratado con dos importantes monografías: 
- La posesión en derecho civil actual, y;
- Origen, desarrollo y crítica de la propiedad privada (1982).

Y adicionó a su obra un Proyecto de Código de Derecho Privado,  el cual se publicó en 1980 por la Superintendencia de Notariado y Registro.
Acompañan a su obra una serie de artículos científicos dispersos en el plano nacional e internacional.